# Нери Вела, Родольфо
Родо́льфо Не́ри Ве́ла (исп. Rodolfo Neri Vela; род. 19 февраля 1952, Чильпансинго-де-лос-Браво, штат Герреро) — мексиканский учёный, 1-й космонавт Мексики. Единственный до сегодняшнего дня мексиканец и второй латиноамериканец, побывавший в космосе (первым был Арнальдо Тамайо из Кубы).

## Образование
Родился в городе Чильпансинго-де-лос-Браво, столице штата Герреро, в семье, имеющей итальянские корни.
Окончив в 1975 году Национальный автономный университет Мексики, получил степень бакалавра наук по машиностроению и электротехнике. В 1976 году получил степень магистра наук по системам электросвязи в Эссекском университете (Великобритания).
С 1979 года имеет докторскую степень по электромагнитному излучению, которую получил в Бирмингемском университете. Там же работал ещё год, занимаясь изучением волноводов.

## Работа
Вернувшись в Мексику, работал в 1980—1983 годах инженером, руководителем проекта в Научно-исследовательском институте электротехники (Куэрнавака), Министерстве связи и транспорта, Министерстве национальной обороны, Национальном автономном университете Мексики, а также в ряде научно-технических музеев.
С 1983 года работал в отделе планирования и разработки спутников связи Morelos в Министерстве связи и транспорта, одновременно участвуя в работе Центра космического контроля имени Уолтера Бьюкенена.

## Космическая подготовка
30 ноября 1982 года был подписан американо-мексиканский договор, в соответствии с которым Мексика, как страна, запускающая два своих спутника с помощью американского шаттла, получила возможность включить в состав экипажа корабля своего гражданина. Отбор кандидатов в Мексике начался только в начале 1985 года. Из примерно одной тысячи желающих 29 марта 1985 года были выбраны 10 полуфиналистов (все они были инженерами или физиками). После углублённого медицинского обследования к июню 1985 года были отобраны три финалиста, отправившиеся в США для прохождения космической подготовки. Основным кандидатом был назван Родольфо Нери Вела, его первым дублёром — Рикардо Перальта и Фаби (Ricardo Peralta y Fabi), вторым — Франсиско Хавьер Мендьета Хименес (Francisco Javier Mendieta Jiménez).

## Полёт на «Атлантисе»
После пяти месяцев подготовки Родольфо Нери Вела совершил свой космический полёт на шаттле «Атлантис» (миссия STS-61B) в качестве специалиста по полезной нагрузке. Экипаж в составе семи человек находился на орбите с 26 ноября по 3 декабря 1985 года. В ходе полёта на орбите были размещены три спутника, в том числе принадлежащий Мексике спутник связи Morelos-B. Родольфо Нери, помимо участия в выведении спутника на орбиту, выполнил серию экспериментов, главным образом, по физиологии человека, а также испытал цифровой автопилот для экспериментов на борту шаттла.
Длительность полёта составила 6 суток 21 час 4 минуты 49 секунд.
Через 2 месяца после этого полёта произошла катастрофа шаттла «Челленджер». Родольфо Нери Вела стал последним иностранцем, совершившим полёт на шаттле до этой трагедии, за которой последовали долгая отмена всех полётов и изменения требований к подготовке и оснащению астронавтов.

## Последующая деятельность
Дальнейшая деятельность Родольфо Нери была связана с такими научными учреждениями, как Институт инженеров электротехники и электроники (США), Институт электроинженеров (Великобритания), Мексиканская ассоциация инженеров в области электросвязи и электроники, Школа инженеров-механиков и электроинженеров (Мексика) и т. д.
C 1989 по 1990 год, находясь в Нидерландах, принимал участие в проектировании международной космической станции для Европейского космического агентства.
В течение двух десятилетий работает профессором на кафедре электротехники машиностроительного факультета в Национальном автономном университете Мексики. Занимается теорией и разработкой антенн, систем спутниковой связи. Выступает с лекциями во многих университетах и научных центрах.
Автор  десяти книг и множества статей. Самые известные книги: «Спутники связи» (Satélites de comunicaciones), «Обитаемые космические станции» (Estaciones espaciales habitadas), «Вселенная человека и его Солнечная система» (El universo del hombre y su sistema solar), «Вокруг света за 90 минут» (Vuelta al mundo en noventa minutos), «Голубая планета» (El planeta azul). На английском языке вышла книга «2035 год: Полёт на Марс» (2035: Mission to Mars).

## Семья
Холост. Увлекается бегом, плаванием, велоспортом, чтением, театром, музыкой.